# Zebra Claims Stadium
Le Zebra Claims Stadium (anciennement Derwent Park) est un stade de rugby à XIII anglais de 10 000 places avec 1 200 places assises.
Il est le stade officiel de l'équipe de rugby à XIII de Workington Town. Ce club évolue au sein du championnat européen de rugby à XIII : la Champioshhip.
Le stade se situe dans la ville de Workington dans le comté du Cumbria en Angleterre. Il a accueilli également de nombreux matchs internationaux.